# Інтерблок (футбольний клуб)
ФК «Інтерблок» (словен. Nogometni klub Interblock) — словенський футбольний клуб з Любляни, заснований у 1975 році як «Єжиця». Виступає у Регіональній лізі Любляни. Домашні матчі приймає на стадіоні «Штефан Беле Спортс Парк», потужністю 500 глядачів.
У 2007 році перейменований на «Інтерблок».

## Досягнення
Кубок Словенії:
- Володар кубка (2): 2008, 2009

Суперкубок Словенії:
- Володар суперкубка (1): 2008

## Участь в єврокубках
| Сезон   | Турнір           | Раунд | Суперник             | Рахунок  |
| ------- | ---------------- | ----- | -------------------- | -------- |
| 2008–09 | Кубок УЄФА       | 1Q    | Зета                 | 1–1, 1–0 |
|         |                  | 2Q    | Герта                | 0–2, 0–1 |
| 2009–10 | Ліга Європи УЄФА | 3Q    | «Металург» (Донецьк) | 0–2, 0–3 |